# Amaravathi
Der Amaravathi (Tamil: அமராவதி Amarāvati) ist ein ca. 282 km langer, nicht schiffbarer Fluss im indischen Bundesstaat Tamil Nadu. Er mündet in den Kaveri.

## Verlauf
Die Amaravathi entsteht durch den Zusammenfluss der drei im Norden der Kardamomberge im Bundesstaat Kerala entspringenden Quellflüsse Pambar, Chinnar und Thenar auf der Ostseite der Westghats. Er durchfließt in meist nordöstlicher Richtung den Nordwesten des Bundesstaates Tamil Nadu und mündet nach ca. 280 km etwa 10 km östlich von Karur in den Kaveri, der schließlich in den Golf von Bengalen einmündet. Das Einzugsgebiet liegt in einem semihumiden bis humiden Klimabereich, der durch eine subtropische Vegetation gekennzeichnet ist.

## Nebenflüsse und Stausee
Der Amaravathi hat mehrere größere und kleinere Nebenflüsse; sein Oberlauf ist durch den bereits im Jahr 1957 fertiggestellten Amaravathi-Damm gestaut. Der Stausee hat eine Fläche von ca. 9,3 km² und eine maximale Tiefe von ca. 33 m; er ist jedoch bereits stark versandet. An seinen Ufern leben Sumpfkrokodile.

## Orte am Fluss
Da der Wasserstand des Flusses wegen des jährlichen Monsunregens einerseits und der beträchtlichen Entnahmen für Bewässerungszwecke andererseits großen Schwankungen unterliegt, befinden sich nur wenige Städte und Dörfer in unmittelbarer Ufernähe.
- Kadathur
- Dharapuram
- Karur

## Sehenswürdigkeiten
Obwohl der Bundesstaat Tamil Nadu zu den Kernzonen südindischer Kultur gehört, finden sich an den nur dünn besiedelten Ufern des Amaravathi kaum Sehenswürdigkeiten. Lediglich in den drei Orten bzw. Städten Kadathur, Dharapuram und Karur finden sich Tempelanlagen des 16. bis 18. Jahrhunderts.